# Sectarisme
|  | Aquest article es refereix al sectarisme com enfrontament entre grups. Per a sectarisme com a característica de les sectes, vegeu secta. |

El sectarisme és la intolerància, discriminació o odi que sorgeixen de donar importància a les diferències percebudes entre diferents grups socials, polítics o religiosos, o entre les subdivisions dins d'un grup, com les diferents manifestacions d'una mateixa religió o les faccions d'un moviment polític.
Les bases ideològiques de les actituds i comportaments sectaris són extraordinàriament variats. Els membres d'un grup religiós o polític poden creure que la seva pròpia salvació, o l'èxit dels seus objectius particulars, requereix la recerca agressiva de la conversió d'altres grups, o perquè els partidaris d'una facció determinada puguen assolir els seus projectes polítics o religiosos els opositors han de ser purgats.
A vegades un grup que està sota pressió econòmica o política ataca als membres d'altre grup que considera responsable de la seva pròpia decadència. Podria definir també l'"ortodòxia" més rígida, la creença d'un grup o organització que expulsa o excomunica a aquells que no són compatibles amb les seves definicions polítiques o religioses "ortodoxes". En altres ocasions, el sectarisme pot ser l'expressió d'ambicions nacionalistes o culturals d'un grup.
L'expressió "conflicte sectari" generalment es refereix als conflictes violents entre diferents religions o faccions polítiques, tals com els conflictes entre catòlics i protestants a Irlanda del Nord les divisions de classe poden ocupar també un paper important). També pot referir-se en general a la disparitat filosòfica o política entre diferents escoles de pensament com l'existent entre xiïtes i sunnites.